# توبوليف إيه إن تي-35
توبوليف إيه إن تي-35  (بالإنجليزية: Tupolev ANT-35)‏ هي طائرة ركاب، أحادية السطح وبمحركين، بسعة 10 راكب. أنتجت في الاتحاد السوفياتي. من صناعة توبوليف. كانت تستخدم بشكل أساسي من قبل إيروفلوت. كان أول طيران لها في 1936. صنع منها 11 طائرة.